# Tékes
Tékes là một thị trấn thuộc hạt Baranya, Hungary. Thị trấn này có diện tích 12,56 km², dân số năm 2010 là 251 người, mật độ 20 người/km².